# Paul Frankeur
Paul Frankeur (Parijs, 29 juni 1905 – Nevers, 27 oktober 1974) was een Frans acteur.
Hij werd vooral geregisseerd in bijrollen in drama's, misdaadfilms en (tragi)komedies. 

## Leven en werk

### Invloeden en eerste stappen op het podium
Vooraleer Frankeur zijn brood kon verdienen met acteerwerk kwam hij aan de kost als leerbewerker, besteller per bakfiets, grondwerker en verkoper van encyclopedieën. Hij bracht veel tijd door in Saint-Germain-des-Prés, toen zowat het culturele hart van Parijs. Hij kwam er in contact met onder meer Jacques Prévert en raakte zo betrokken bij de Groupe Octobre. In dat milieu ontmoette hij ook acteur Yves Deniaud met wie hij nummers opvoerde in cabaretten. Zo ontdekte filmregisseur Louis Daquin in 1940 het talent van Frankeur.
en regisseerde hem in de loop van de jaren veertig vijf keer.

### Typische rollen
Frankeur gaf dikwijls gestalte aan de sterke arm der wet: hij werd zes keer als commissaris en acht keer als inspecteur of brigadier gecast. Als gangster stond hij ook meerdere keren aan de andere kant van de wet. In dat milieu fungeerde hij eveneens als eigenaar van een nachtclub of van een restaurant of als croupier. 
Daarnaast voerde hij graag volksmensen op, cafébazen (6) voorop maar even goed een arbeider, een schoenmaker, een slager, een lijstenmaker, een kapper, een foorkramer, een bewaker, een treincontroleur of-bestuurder of een stalknecht.
Een zeldzame keer vertolkte hij een dokter, een priester, een burgemeester, een reporter, een kapitein of een pensionuitbater. 

### Samenwerkingen
Frankeur deelde dertien keer de affiche met Jean Gabin. Hij werd meermaals gecast in een aantal Gabinfilms van de jaren vijftig, volkse films (Des gens sans importance, Archimède le clochard, Rue des prairies...) en misdaadfilms (Touchez pas au grisbi, Le rouge est mis, Maigret et l'Affaire Saint-Fiacre...) . Touchez pas au grisbi (1954) was hun belangrijkste gezamenlijk succes. Sindsdien vormden Frankeur, Gabin en hun mede-acteurs Bernard Blier en Lino Ventura een hechte vriendengroep. Twee andere grote gezamenlijke successen waren de komedie Archimède le clochard (1959) en de tragikomedie Le Tonnerre de Dieu (1965). 
Cineast Gilles Grangier maakte ook deel uit van die vriendengroep. Hij regisseerde Frankeur in tien films, waarvan zes met Gabin. Naast Daquin en Grangier werkte Frankeur ook vijf keer samen met André Cayatte en vier keer met Henri Decoin. In de herfst van zijn filmcarrière had hij de gelegenheid een hoofdrol te spelen in drie late films van Luis Buñuel, de tragikomedies La Voie lactée (1969), Le Charme discret de la bourgeoisie (1972) en Le Fantôme de la liberté (1974).

### Privéleven
In 1947 trouwde Frankeur met Henriette Oberkirch (1913-1988). Ze kregen een dochter, Véronique en een zoon, Jean-Paul, die eveneens acteur is.
Frankeur overleed in 1974 op 69-jarige leeftijd aan een infarct.

## Filmografie (ruime selectie)
- 1941 - Nous les gosses (Louis Daquin)
- 1941 - Le Mariage de Chiffon (Claude Autant-Lara)
- 1942 - La Nuit fantastique (Marcel L'Herbier)
- 1943 - Le Voyageur de la Toussaint (Louis Daquin)
- 1943 - Madame et le mort (Louis Daquin)
- 1943 - Adieu Léonard (Pierre Prévert)
- 1945 - Les Enfants du paradis (Marcel Carné)
- 1946 - Étoile sans lumière (Marcel Blistène)
- 1946 - Fille du diable (Henri Decoin)
- 1946 - Le Père tranquille (René Clément)
- 1946 - Messieurs Ludovic (Jean-Paul Le Chanois)
- 1947 - Les Amants du pont Saint-Jean (Henri Decoin)
- 1948 - Les Frères Bouquinquant (Louis Daquin)
- 1949 - Jour de fête (Jacques Tati)
- 1949 - Le Point du jour (Louis Daquin)
- 1950 - Au p'tit zouave (Gilles Grangier)
- 1950 - Justice est faite (André Cayatte)
- 1950 - Premières Armes (René Wheeler)
- 1951 - Passion (Georges Lampin)
- 1952 - Nous sommes tous des assassins (André Cayatte)
- 1952 - Le Banquet des fraudeurs (Henri Storck)
- 1953 - Suivez cet homme (Georges Lampin)
- 1953 - Jeunes Mariés (Gilles Grangier)
- 1953 - Horizons sans fin (Jean Dréville)
- 1953 - Thérèse Raquin (Marcel Carné)
- 1954 - L'Étrange Désir de monsieur Bard (Géza von Radványi)
- 1954 - Avant le déluge (André Cayatte)
- 1954 - Touchez pas au grisbi (Jacques Becker)
- 1955 - Le Dossier noir (André Cayatte)
- 1955 - Le Crâneur (Dimitri Kirsanoff)
- 1955 - Nana (Christian-Jaque)
- 1955 - Des gens sans importance (Henri Verneuil)
- 1955 - Razzia sur la chnouf (Henri Decoin)
- 1955 - Je suis un sentimental (John Berry)
- 1956 - Les Assassins du dimanche (Alex Joffe)
- 1956 - Le Sang à la tête (Gilles Grangier)
- 1957 - Reproduction interdite (Gilles Grangier)
- 1957 - Le rouge est mis (Gilles Grangier)
- 1957 - Œil pour œil (André Cayatte)
- 1958 - Une balle dans le canon (Michel Deville en Charles Gérard)
- 1958 - Marie-Octobre (Julien Duvivier)
- 1958 - Le Désordre et la Nuit (Gilles Grangier)
- 1959 - Le fauve est lâché (Maurice Labro)
- 1959 - Archimède le clochard (Gilles Grangier)
- 1959 - Maigret et l'Affaire Saint-Fiacre (Jean Delannoy)
- 1959 - Rue des prairies (Denys de La Patellière)
- 1959 - Voulez-vous danser avec moi? (Michel Boisrond)
- 1961 - La Viaccia (Mauro Bolognini)
- 1962 - Le Gentleman d'Epsom (Gilles Grangier)
- 1962 - Le Voyage à Biarritz (Gilles Grangier)
- 1962 - Un singe en hiver (Henri Verneuil)
- 1963 - Maigret voit rouge (Gilles Grangier)
- 1964 - Nick Carter va tout casser (Henri Decoin)
- 1965 - Le Tonnerre de Dieu (Denys de La Patellière)
- 1966 - On a volé la Joconde (Michel Deville)
- 1966 - La Longue Marche (Alexandre Astruc)
- 1966 - Le Deuxième Souffle (Jean-Pierre Melville)
- 1968 - Faut pas prendre les enfants du bon Dieu pour des canards sauvages  (Michel Audiard)
- 1969 - La Voie lactée (Luis Buñuel)
- 1969 - Mon oncle Benjamin (Edouard Molinaro)
- 1972 - Le Charme discret de la bourgeoisie (Luis Buñuel)
- 1974 - Le Fantôme de la liberté (Luis Buñuel)

- Bibsys: 99002782
- Biblioteca Nacional de España: XX1639675
- Bibliothèque nationale de France: cb139868144 (data)
- Catàleg d'autoritats de noms i títols de Catalunya: 981058520428906706
- Gemeinsame Normdatei: 138950938
- International Standard Name Identifier: 0000 0001 0907 8363
- Library of Congress Control Number: no2003066063
- Nationale Bibliotheek van Tsjechië: xx0135403
- Nationale Bibliotheek van Israël: 987007332104105171
- SNAC: w6k36313
- Système universitaire de documentation: 05939692X
- Virtual International Authority File: 61740914
- WorldCat: E39PBJhhxJYtXtDwbXj6bctHYP